# New York Film Critics Circle Award/Beste Nebendarstellerin
Die Filmkritikervereinigung New York Film Critics Circle vergibt seit 1969 einen Preis für die Beste Nebendarstellerin (Best Supporting Actress) in einem Spielfilm.

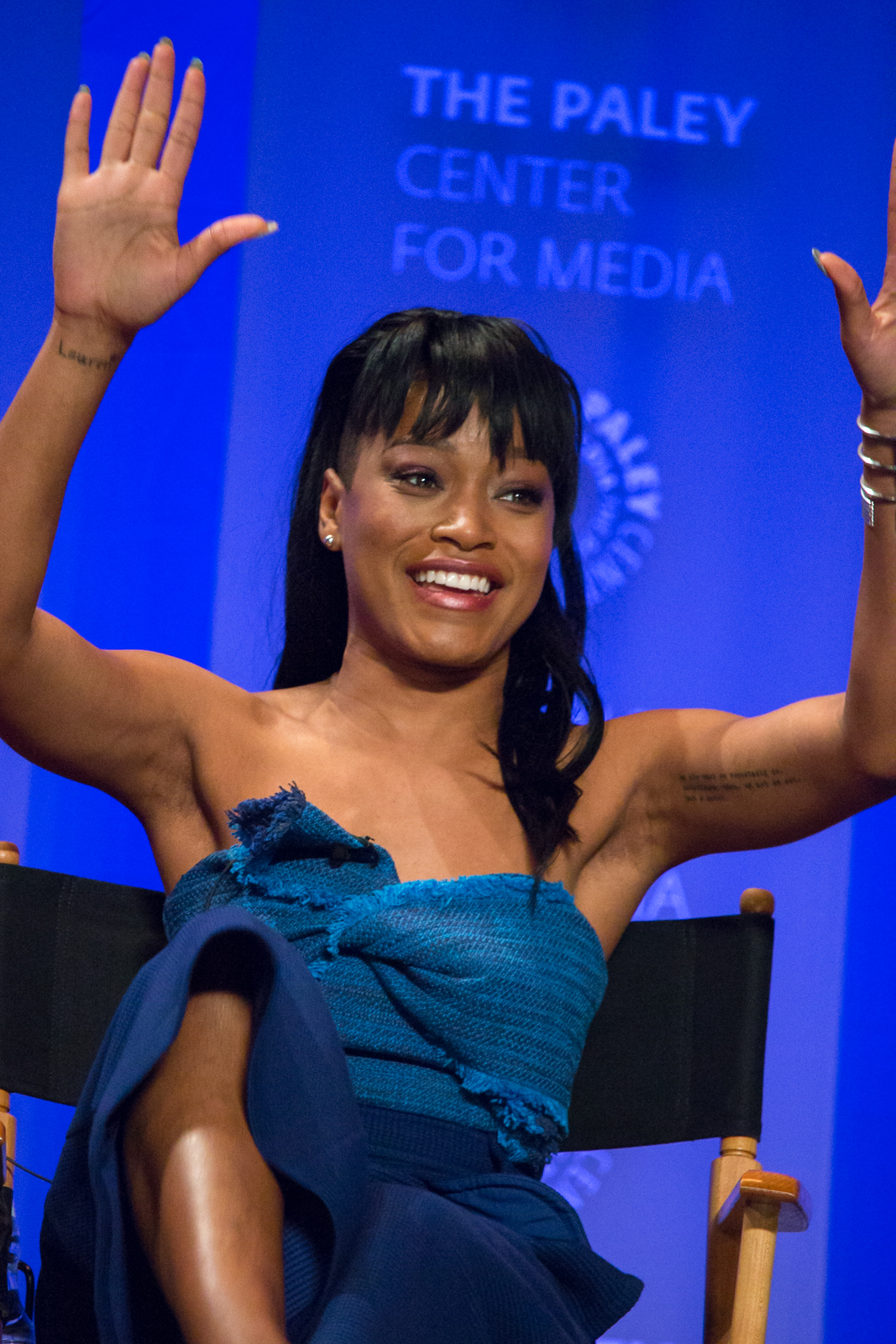
Preisträgerin 2022: Keke Palmer (Nope)

## Hintergrund
Am erfolgreichsten in dieser Kategorie war die US-amerikanische Schauspielerin Dianne Wiest, die den Preis zwei Mal gewinnen konnte. 16 Mal gelang es der Filmkritikervereinigung, vorab die Oscar-Gewinnerin zu präsentieren, zuletzt 2019 geschehen mit dem Sieg der US-Amerikanerin Laura Dern (u. a. für Marriage Story ).

## Preisträgerinnen
Die Jahreszahlen der Tabelle nennen die bewerteten Filmjahre, die Preisverleihungen fanden jeweils im Folgejahr statt.
| Jahr | Preisträgerin        | Originaltitel                                 | Deutscher Titel                               |
| ---- | -------------------- | --------------------------------------------- | --------------------------------------------- |
| 1969 | Dyan Cannon          | Bob & Carol & Ted & Alice                     | Bob & Carol & Ted & Alice                     |
| 1970 | Karen Black          | Five Easy Pieces                              | Five Easy Pieces – Ein Mann sucht sich selbst |
| 1971 | Ellen Burstyn        | The Last Picture Show                         | Die letzte Vorstellung                        |
| 1972 | Jeannie Berlin       | The Heartbreak Kid                            | Pferdewechsel in der Hochzeitsnacht           |
| 1973 | Valentina Cortese    | La nuit Américaine                            | Die amerikanische Nacht                       |
| 1974 | Valerie Perrine      | Lenny                                         | Lenny                                         |
| 1975 | Lily Tomlin          | Nashville                                     | Nashville                                     |
| 1976 | Talia Shire          | Rocky                                         | Rocky                                         |
| 1977 | Sissy Spacek         | 3 Women                                       | Drei Frauen                                   |
| 1978 | Maureen Stapleton    | Interiors                                     | Innenleben                                    |
| 1979 | Meryl Streep *       | Kramer vs. Kramer                             | Kramer gegen Kramer                           |
| 1979 | Meryl Streep *       | The Seduction of Joe Tynan                    | Die Verführung des Joe Tynan                  |
| 1980 | Mary Steenburgen *   | Melvin and Howard                             | Melvin und Howard                             |
| 1981 | Mona Washbourne      | Stevie                                        | k. A.                                         |
| 1982 | Jessica Lange *      | Tootsie                                       | Tootsie                                       |
| 1983 | Linda Hunt *         | The Year of Living Dangerously                | Ein Jahr in der Hölle                         |
| 1984 | Christine Lahti      | Swing Shift                                   | Swing Shift – Liebe auf Zeit                  |
| 1985 | Anjelica Huston *    | Prizzi’s Honor                                | Die Ehre der Prizzis                          |
| 1986 | Dianne Wiest *       | Hannah and Her Sisters                        | Hannah und ihre Schwestern                    |
| 1987 | Vanessa Redgrave     | Prick Up Your Ears                            | Das stürmische Leben des Joe Orton            |
| 1988 | Diane Venora         | Bird                                          | Bird                                          |
| 1989 | Lena Olin            | Enemies: A Love Story                         | Feinde – Die Geschichte einer Liebe           |
| 1990 | Jennifer Jason Leigh | Miami Blues                                   | Miami Blues                                   |
| 1990 | Jennifer Jason Leigh | Last Exit to Brooklyn                         | Letzte Ausfahrt Brooklyn                      |
| 1991 | Judy Davis           | Naked Lunch                                   | Naked Lunch – Nackter Rausch                  |
| 1991 | Judy Davis           | Barton Fink                                   | Barton Fink                                   |
| 1992 | Miranda Richardson   | The Crying Game                               | The Crying Game                               |
| 1992 | Miranda Richardson   | Enchanted April                               | Verzauberter April                            |
| 1992 | Miranda Richardson   | Damage                                        | Verhängnis                                    |
| 1993 | Gong Li              | 霸王别姬 (Ba wang bie ji)                     | Lebewohl, meine Konkubine                     |
| 1994 | Dianne Wiest *       | Bullets Over Broadway                         | Bullets Over Broadway                         |
| 1995 | Mira Sorvino *       | Mighty Aphrodite                              | Geliebte Aphrodite                            |
| 1996 | Courtney Love        | The People vs. Larry Flynt                    | Larry Flynt – Die nackte Wahrheit             |
| 1997 | Joan Cusack          | In & Out                                      | In & Out                                      |
| 1998 | Lisa Kudrow          | The Opposite of Sex                           | The Opposite of Sex – Das Gegenteil von Sex   |
| 1999 | Catherine Keener     | Being John Malkovich                          | Being John Malkovich                          |
| 2000 | Marcia Gay Harden *  | Pollock                                       | Pollock                                       |
| 2001 | Helen Mirren         | Gosford Park                                  | Gosford Park                                  |
| 2002 | Patricia Clarkson    | Far from Heaven                               | Dem Himmel so fern                            |
| 2003 | Shohreh Aghdashloo   | House of Sand and Fog                         | Haus aus Sand und Nebel                       |
| 2004 | Virginia Madsen      | Sideways                                      | Sideways                                      |
| 2005 | Maria Bello          | A History of Violence                         | A History of Violence                         |
| 2006 | Jennifer Hudson *    | Dreamgirls                                    | Dreamgirls                                    |
| 2007 | Amy Ryan             | Gone Baby Gone                                | Gone Baby Gone – Kein Kinderspiel             |
| 2008 | Penélope Cruz *      | Vicky Cristina Barcelona                      | Vicky Cristina Barcelona                      |
| 2009 | Mo’Nique *           | Precious: Based on the Novel Push by Sapphire | Precious – Das Leben ist kostbar              |
| 2010 | Melissa Leo *        | The Fighter                                   | The Fighter                                   |
| 2011 | Jessica Chastain     | The Tree of Life                              | The Tree of Life                              |
| 2011 | Jessica Chastain     | The Help                                      | The Help                                      |
| 2011 | Jessica Chastain     | Take Shelter                                  | Take Shelter – Ein Sturm zieht auf ´          |
| 2012 | Sally Field          | Lincoln                                       | Lincoln                                       |
| 2013 | Jennifer Lawrence    | American Hustle                               | American Hustle                               |
| 2014 | Patricia Arquette *  | Boyhood                                       | Boyhood                                       |
| 2015 | Kristen Stewart      | Sils Maria                                    | Die Wolken von Sils Maria                     |
| 2016 | Michelle Williams    | Manchester by the Sea                         | Manchester by the Sea                         |
| 2016 | Michelle Williams    | Certain Women                                 | Certain Women                                 |
| 2017 | Tiffany Haddish      | Girls Trip                                    | Girls Trip                                    |
| 2018 | Regina King *        | If Beale Street Could Talk                    | Beale Street                                  |
| 2019 | Laura Dern *         | Little Women                                  | Little Women                                  |
| 2019 | Laura Dern *         | Marriage Story                                | Marriage Story                                |
| 2020 | Marija Bakalowa      | Borat Subsequent Moviefilm                    | Borat Anschluss Moviefilm                     |
| 2021 | Kathryn Hunter       | The Tragedy of Macbeth                        | Macbeth                                       |
| 2022 | Keke Palmer          | Nope                                          | Nope                                          |
| 2023 | Da’Vine Joy Randolph | The Holdovers                                 | The Holdovers                                 |

* = Schauspielerinnen, die für ihre Rolle später den Oscar als Beste Nebendarstellerin des Jahres gewannen